# Trener (film 2018)
Trener (Тренер) è un film del 2018 diretto da Danila Kozlovskij.

## Trama
Il calciatore della nazionale Jurij Stolešnikov non segna un rigore in un momento importante e, di conseguenza, ha lasciato la squadra nazionale ed è diventato l'allenatore di una piccola squadra provinciale.